# BTJunkie
BTJunkie war eine BitTorrent-Websuchmaschine, die zwischen 2005 und 2012 betrieben wurde. Sie verwendete einen Webcrawler, um nach Torrent-Dateien von anderen Torrent-Sites zu suchen und sie in ihrer Datenbank zu speichern. Mit fast 4.000.000 aktiven Torrents und etwa 4.200 täglich hinzugefügten Torrents (im Vergleich zum zweitplatzierten Torrent Portal mit 1.500) war BTJunkie 2006 der größte Torrent-Site-Indexer im Internet. Im Jahr 2011 war BTJunkie die fünftbeliebteste BitTorrent-Website.

## Features
BTJunkie indexierte sowohl private als auch öffentliche Tracker mithilfe eines automatischen Web-Crawlers, der das Internet nach Torrent-Dateien durchsuchte. Cookies wurden verwendet, um zu verfolgen, was ein Besucher heruntergeladen hat, so dass es nicht notwendig war, sich zu registrieren, um Torrents bewerten zu können. Die von den Besuchern abgegebenen Bewertungen und Rückmeldungen wurden verwendet, um bösartige Torrents, die auf die Website hochgeladen wurden, zu filtern und zu kennzeichnen.

## Schließung
Am 5. Februar 2012 gab BTJunkie bekannt, dass es sich freiwillig abgeschaltet hat. Dies wurde als Reaktion auf die Schließung von Megaupload und den rechtlichen Schritten gegen The Pirate Bay gesehen. Die Website erklärte auf ihrer Hauptseite: "Das ist das Ende der Fahnenstange, meine Freunde. Die Entscheidung fällt uns nicht leicht, aber wir haben beschlossen, die Seite freiwillig zu schließen. Wir haben jahrelang für euer Recht auf Kommunikation gekämpft, aber es ist an der Zeit, weiterzuziehen. Es war eine einmalige Erfahrung, wir wünschen euch alles Gute!"